# Contea di Alytus
La contea di Alytus (in lituano Alytaus apskritis) è una delle dieci contee della Lituania.
Dal 1º luglio 2010 ne sono stati soppressi gli organi amministrativi, dunque la contea ha solo valore statistico-territoriale.

## Comuni
La contea è divisa in 5 comuni. (Dati del 1º gennaio 2014):
- Comune urbano di Alytus (56.364)
- Comune di Druskininkai (20.947)
- Comune distrettuale di Alytus (27.356)
- Comune distrettuale di Lazdijai (21.251)
- Comune distrettuale di Varėna (23.961)